# Sylvia Wowretzko

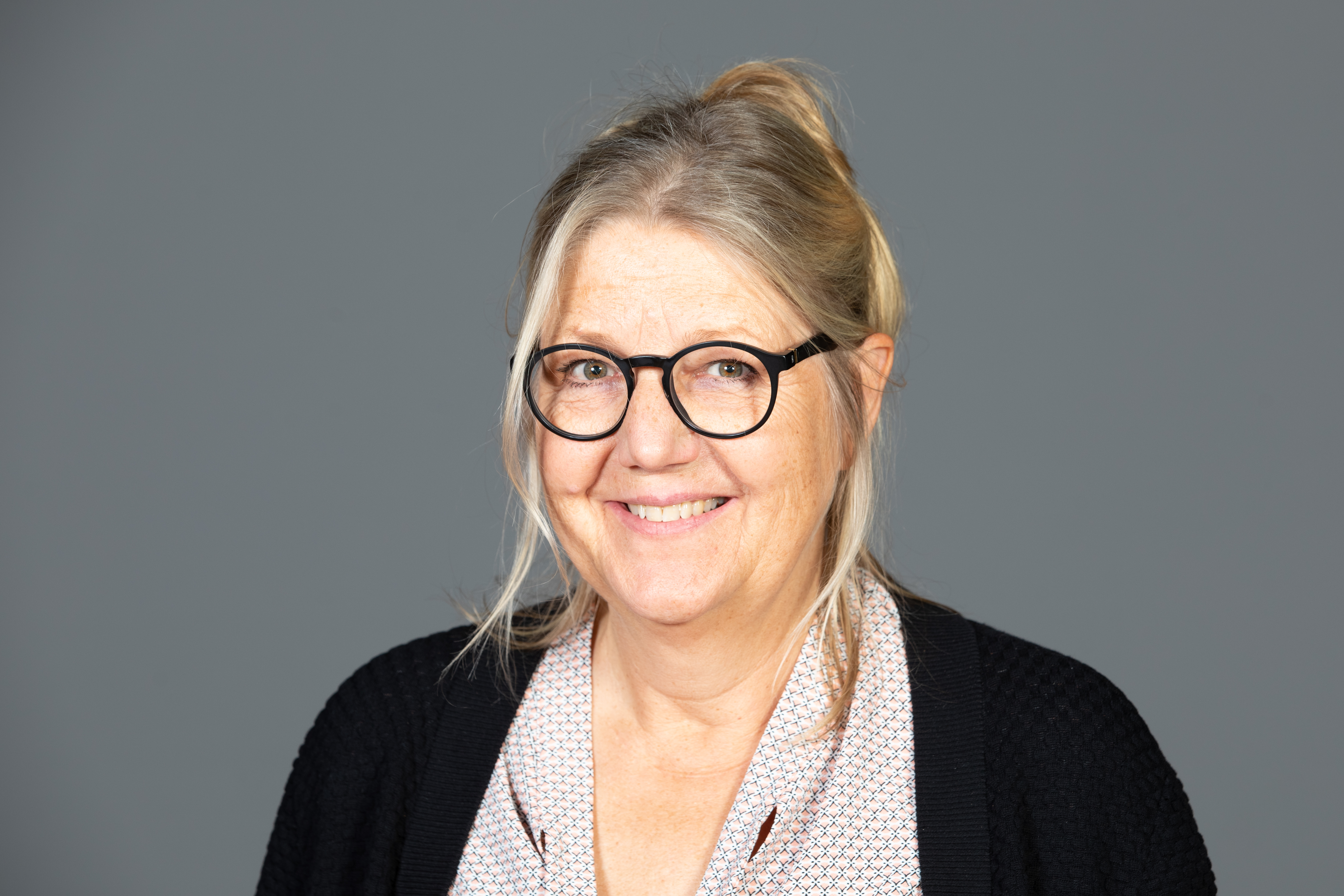
Sylvia Wowretzko 2018

Sylvia Wowretzko (* 17. August 1955 in Hamburg) ist eine deutsche Politikerin (SPD).
Wowretzko machte eine Ausbildung zur medizinisch-kaufmännischen Assistentin und arbeitete unter anderem im Dialyse-Kuratorium Hamburg. Sie studierte Soziologie an der Hochschule für Wirtschaft und Politik in Hamburg, arbeitete danach im Bereich der Personalentwicklung für die Hamburger Arbeit-Beschäftigungsgesellschaft. Von 2009 an war sie bis 2011 Bereichsleitung im Jobcenter Hamburg.  2011 bis 2017 in der Behörde für Arbeit, Soziales, Familie und Integration als Referentin. 
Seit 1977 ist Wowretzko Mitglied der SPD. Sie trat für die SPD bei der Bundestagswahl 2009 als Kandidatin an, schaffte den Einzug jedoch nicht. 
Von 2011 bis 2020 Mitglied der Hamburgischen Bürgerschaft währenddessen gesundheitspolitische Sprecherin der SPD-Bürgerschaftsfraktion, Mitglied im Haushaltsausschuss,  
im parlamentarischen Untersuchungsausschuss „Aufklärung der Vernachlässigung der Kindeswohlsicherung im Fall Yagmur durch staatliche Stellen und zur Erarbeitung von Empfehlungen zur Verbesserung des Kinderschutzes in Hamburg“ (2014–2015) im Sonderausschuss 'Zum Tod des Mädchens Chantal'. 
Wowretzko ist verwitwet und hat ein Kind. 
Ehrenämter
- Seit 2002 Mitglied im Vorstand der Stiftung Abendroth-Haus, seit 2020 Vorstandsvorsitzende
- Seit 2016 – laufend Mitglied im Kuratorium Müttergenesungswerk Hamburg
- Seit 2020 Mitglied im Präsidium der Arbeiterwohlfahrt (AWO) Hamburg und Kreisvorsitzende des AWO Kreises-Nord